# 新垣セナ
新垣 セナ（あらがき せな、1989年11月21日 - ）は、日本のAV女優。ティーパワーズ（TPJ）所属。

## 人物・プロフィール
- 趣味：DVD・音楽鑑賞、買い物
- 特技：ソフトテニス・書道

## 略歴
- 『ZERO 素人以上、女優未満13』で2009年3月プレステージよりデビュー。
- 2009年11月11日　川崎ロック座にてストリップデビューする。
- 千葉のキャバクラを経てAV業界に転身
- 2010年4月10日に行われたSOD主催「世界一長いセックス」という撮影にて、ギネス・ワールド・レコーズ未公認ながら、川本英雄と共に10時間4分25秒挿入し続けるという記録を打ち立てた[1]。

## 作品

### アダルトビデオ
2009年
- ZERO 素人以上、女優未満13（2009年3月3日、プレステージ）
- C:Stige 01（2009年7月22日、プレステージ)
- VANILLA 11 小麦ちゃんのお尻（2009年9月1日、プレステージ）
- 働くオンナ VOL.49（2009年9月19日、プレステージ）

2010年
- 高校野球を熱心に応援する球場で一番可愛いチアリーダーのエッチなSEXをお見せします（2010年1月7日、SODクリエイト）
- 卒業 其ノ四（2010年5月12日、プレステージ）
- 噂のギャルママ（2010年6月18日、KMP）
- 世界一長いSEX 10時間4分25秒挿れっぱなし!（2010年6月24日、SODクリエイト）
- 素人コギャルHEAVEN 4時間 NEO 19（2010年12月24日、おかず。）